# Melissa Mayfield
Pour les articles homonymes, voir Mayfield.
Melissa "Mindee" Mayfield, née en 1963 à Northville, est une coureuse cycliste américaine.

## Palmarès sur piste
- 1986
  - 5e du championnat du monde de poursuite
- 1987
  -  Championne des États-Unis de poursuite
  - 3e du championnat du monde de poursuite
- 1988
  -  Championne des États-Unis de poursuite
  - 3e du championnat du monde de poursuite
- 1989
  -  Championne des États-Unis de poursuite
  - 4e du championnat du monde de poursuite

## Palmarès sur route
- 1990
  - 3e étape de Bisbee Tour
  - 2e du Tour of the Gila
- 1991
  - 2e du Grand Prix Osaka
  - 3e du Grand Prix Nagoya